# Pomeroy (Ohio)
Pomeroy es una villa ubicada en el condado de Meigs en el estado estadounidense de Ohio. En el Censo de 2010 tenía una población de 1852 habitantes y una densidad poblacional de 216,1 personas por km².

## Geografía
Pomeroy se encuentra ubicada en las coordenadas 39°2′5″N 82°1′57″O / 39.03472, -82.03250. Según la Oficina del Censo de los Estados Unidos, Pomeroy tiene una superficie total de 8.57 km², de la cual 8.41 km² corresponden a tierra firme y (1.9%) 0.16 km² es agua.

## Demografía
Según el censo de 2010, había 1852 personas residiendo en Pomeroy. La densidad de población era de 216,1 hab./km². De los 1852 habitantes, Pomeroy estaba compuesto por el 94.33% blancos, el 2.7% eran afroamericanos, el 0.54% eran amerindios, el 0.11% eran asiáticos, el 0% eran isleños del Pacífico, el 0% eran de otras razas y el 2.32% pertenecían a dos o más razas. Del total de la población el 0.49% eran hispanos o latinos de cualquier raza.